# Kościół Wszystkich Świętych i św. Stanisława w Wiskitkach
Kościół Wszystkich Świętych i świętego Stanisława w Wiskitkach – rzymskokatolicki kościół parafialny należący do dekanatu Wiskitki diecezji łowickiej.

## Historia
Obecny murowany, orientowany kościół został wybudowany w latach 1572–1585 dzięki staraniom księdza Wawrzyńca Goślickiego. Budowla została poświęcona w 1630 roku przez biskupa poznańskiego Macieja Łubieńskiego. W kolejnych wiekach świątynia była niszczona i odbudowywana. W XIX wieku kościół został rozbudowany o dwie wieże flankujące fasadę i nawy boczne, a także zostało podwyższone prezbiterium i wzniesiona nowa zakrystia. Stara zakrystia została przebudowana na kaplicę Matki Bożej z Lourdes.

## Architektura
Obecny kościół jest niejednolity pod względem stylów architektonicznych. W prezbiterium znajduje się dębowy ołtarz główny, zaprojektowany przez Konstantego Wojciechowskiego. Reprezentuje styl gotycki, jest bogato ozdobiony, stoją przy nim figury czterech ewangelistów. W lewej nawie bocznej znajduje się obraz Matki Bożej Różańcowej ze świętymi: Franciszkiem i Dominikiem, natomiast w prawej obraz Miłosierdzia Bożego i posąg Najświętszego Serca Pana Jezusa oraz obraz Trójcy Świętej z posągami świętych Piotra i Pawła. W prezbiterium umieszczone są witraże, na których są przedstawieni: św. Michał Archanioł, św. Stanisław Biskup Męczennik i św. Kazimierz Królewicz. Na ścianach i sklepieniu świątyni są umieszczone liczne malowidła. Stacje Męki Pańskiej zostały wykonane w XIX wieku przez Józefa Buchbindera.

## Galeria

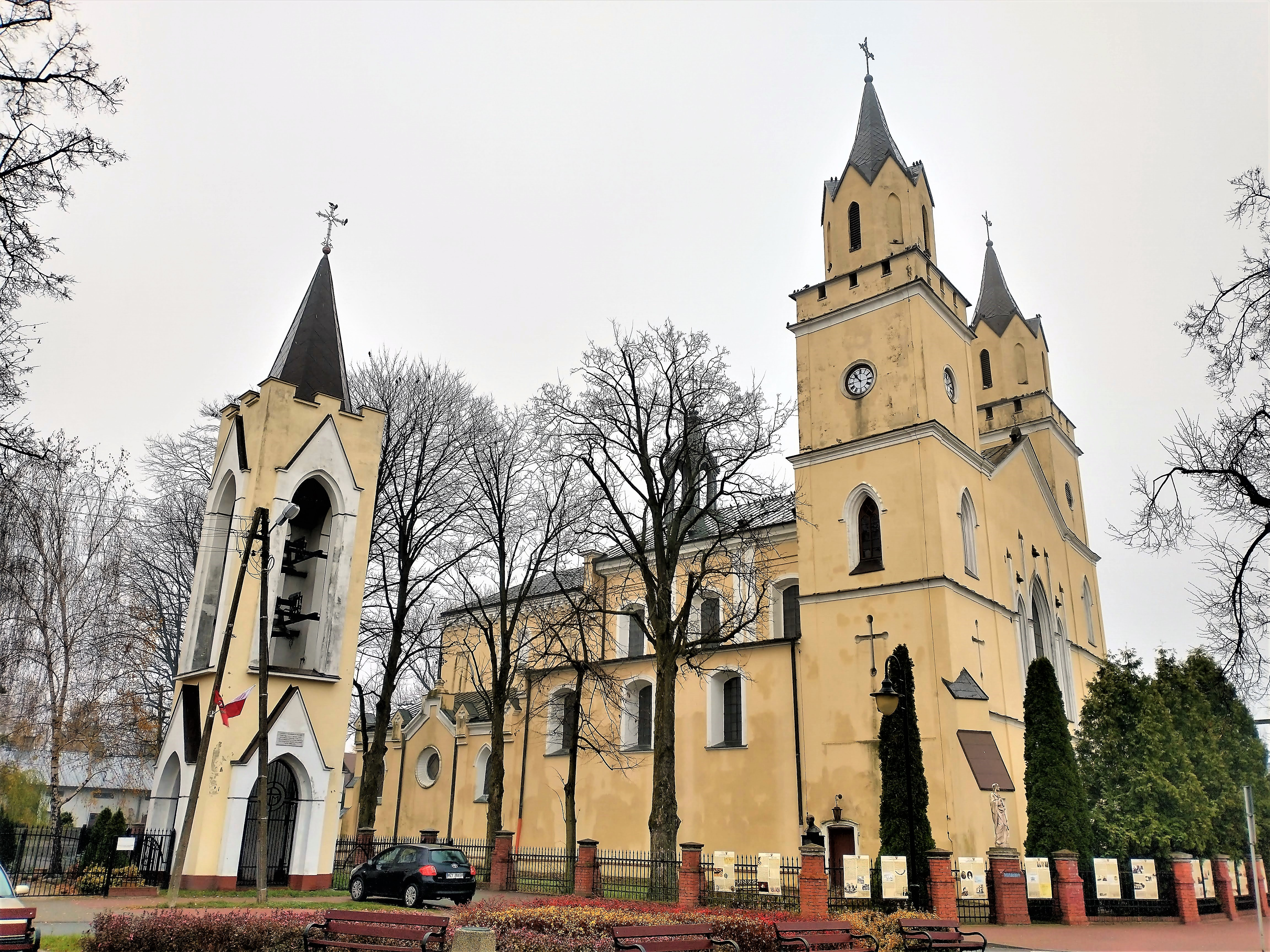
Elewacja boczna z kampanilą
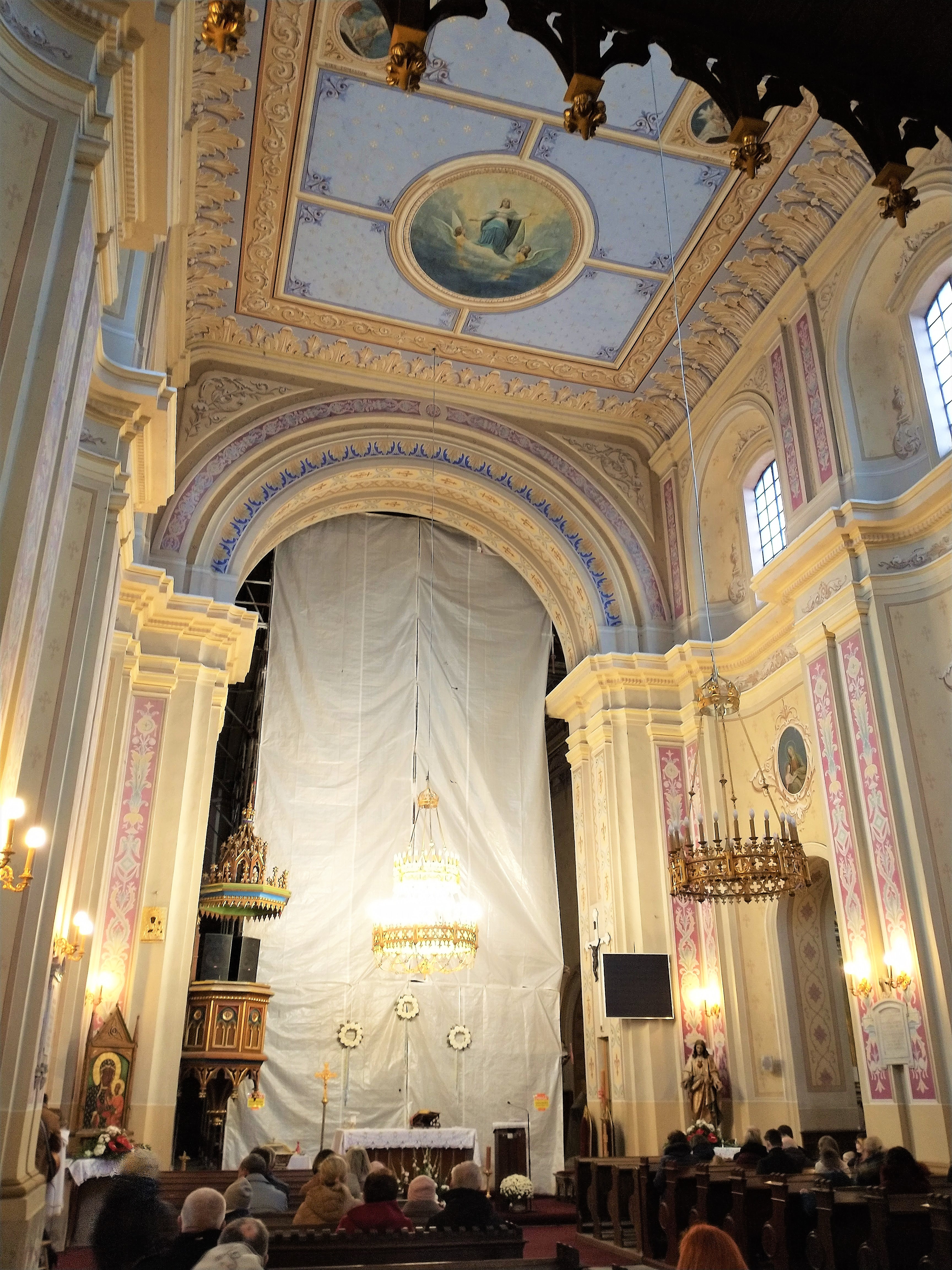
Fragment wnętrza
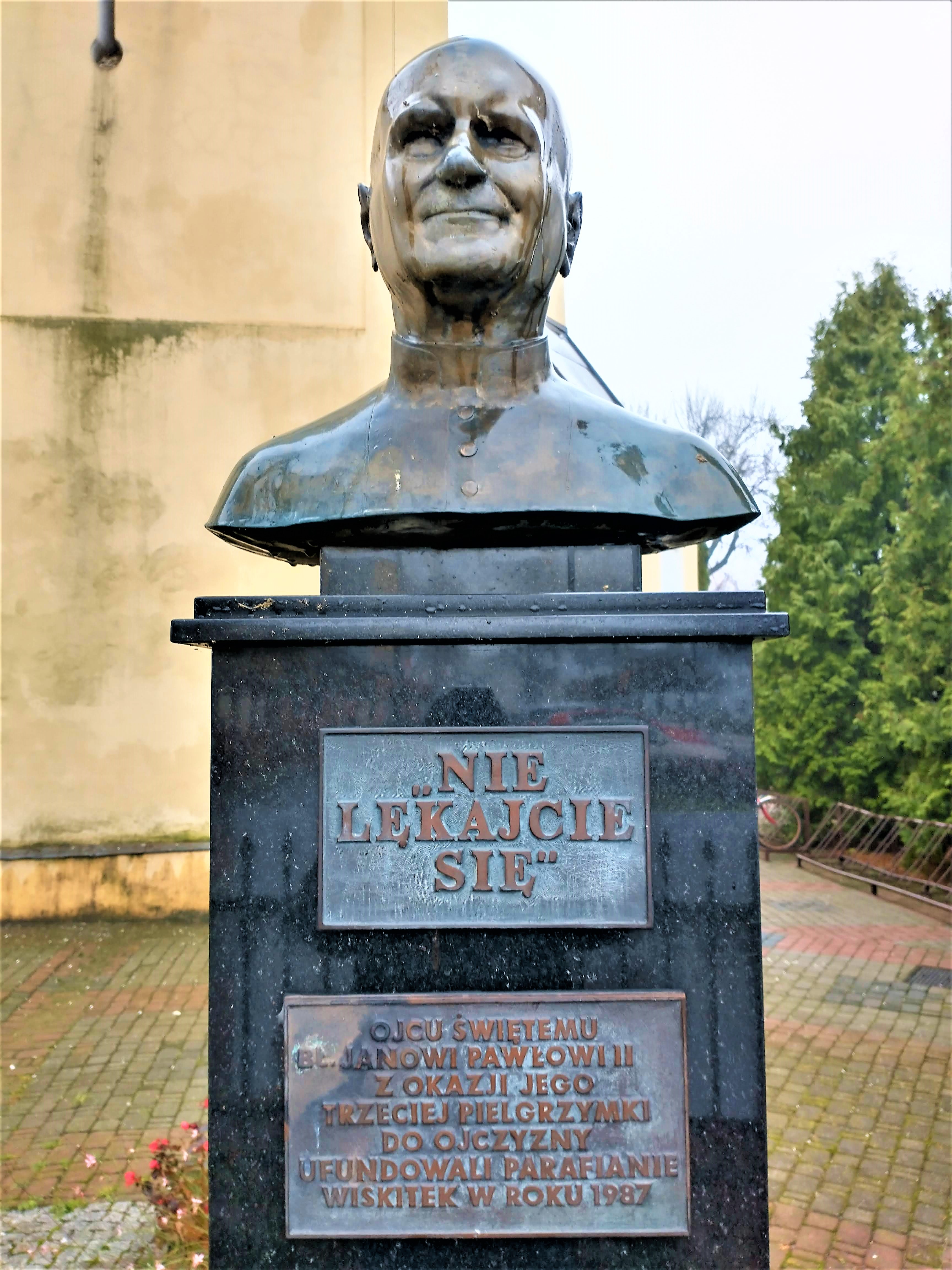
Popiersie Jana Pawła II